# 個人生活―プライバシー―
「個人生活―プライバシ－―」は、1985年9月25日に発売された橋本美加子の3枚目のシングル。

## 解説
- 『美加子勝負曲』がキャッチコピーであった。
- 『日本歌謡大賞』放送音楽新人賞・『新宿音楽祭』銀賞・『銀座音楽祭』銀賞・『KBC新人歌謡音楽祭』優秀新人賞

## 収録曲
- 両楽曲共に、編曲：若草恵

1. 個人生活―プライバシ－―（3分45秒）　 
作詞：阿木燿子／作曲：来生たかお
2. 薔薇のロマンス（4分2秒）
作詞：松井五郎／作曲：井上大輔